# Moutiers (Eure-et-Loir)
Moutiers település Franciaországban, Eure-et-Loir megyében. Lakosainak száma 243 fő (2022. január 1.). Moutiers Ymonville, Beauvilliers, Allonnes, Boisville-la-Saint-Père és Réclainville községekkel határos.

## Népesség
A település népességének változása:
| Lakosok száma | 237  | 203  | 205  | 233  | 258  | 256  | 249  | 242  | 238  | 243  |
|               | 1968 | 1982 | 1990 | 2006 | 2013 | 2015 | 2017 | 2019 | 2020 | 2022 |